# Late Night Final
 (février 2023).
Si vous disposez d'ouvrages ou d'articles de référence ou si vous connaissez des sites web de qualité traitant du thème abordé ici, merci de compléter l'article en donnant les références utiles à sa vérifiabilité et en les liant à la section « Notes et références ».
Albums de Richard Hawley
Lowedges
(2003)
Late Night Final est un album écrit par Richard Hawley et sorti 2001.

## Titres de l’album
Les onze pistes de cet album sont :
1. "Something Is...!" - 3:43
2. "Baby, You're My Light" - 2:56
3. "Love Of My Life" - 3:21
4. "The Nights Are Cold" - 2:50
5. "Can You Hear The Rain, Love?" - 4:56
6. "Lonely Night" - 2:46
7. "Precious Sight" - 4:16
8. "No Way Home" - 4:15
9. "Cry A Tear For The Man On The Moon" - 3:27
10. "Long Black Train" - 4:14
11. "The Light At The End Of The Tunnel (Was A Train Coming The Other Way)" - 4:54